# کاریز زیبد
کاریز زیبد یا قنات زیبد، کاریزی است در مرکز دهستان زیبد از توابع بخش کاخک شهرستان گناباد در استان خراسان رضوی.

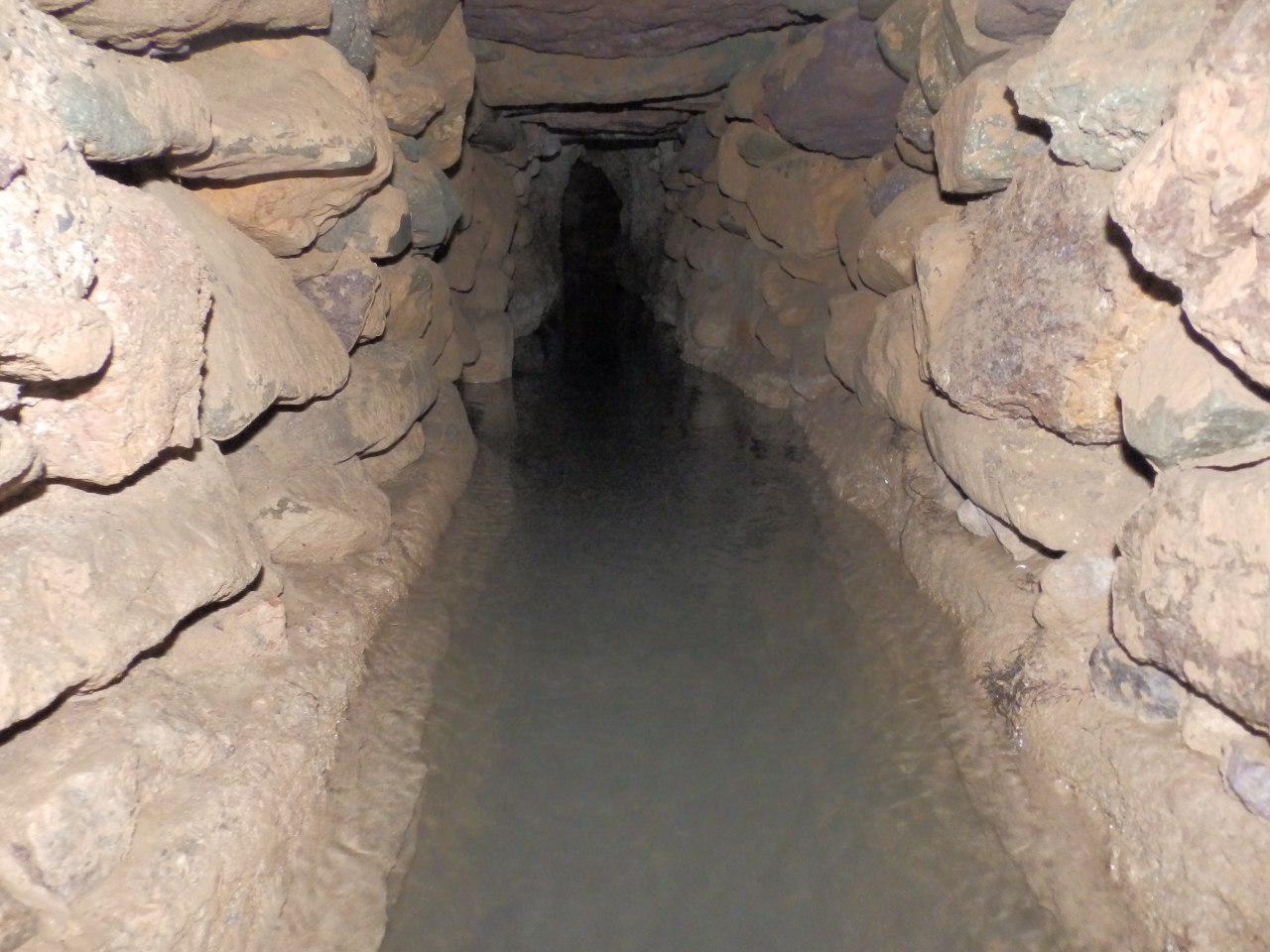
کاریز زیبد گناباد

## مشخصات
از سال ۱۳۸۰ تا کنون سد خاکی زیبد که از بزرگ‌ترین سدهای شهرستان گناباد است ورودی آب نداشته و خشکسالی پیاپی تنگل دلنشین آن را به برهوتی غم‌انگیز تبدیل کرده‌است.
از مجموع ۵۰۰ هکتار زمین زراعی و باغی زیبد تنها حدود ۱۵ هکتار باقی مانده که از دو قنات آبیاری می‌شود.
یکی از این دو قنات زیبددر حال خشکیدن و دیگری که قنات اصلی زیبد است و میانگین آبدهی آن در شرایط طبیعی بیش از ۳۵ لیتر در ثانیه بوده هم‌اکنون با کمتر از سه لیتر رسیده‌است . 
این قنات دو هزار متر طول و دارای ۴۰ میله چاه است و دارای دو رشته‌است یکی رشته قلعه جنگ دوازده‌رخ و دیگری رشته زیر سد زیبد.
.
|http://www.zibad.ir%7C

### قدمت کاریز زیبد
زیبد یکی از اولین مناطق مسکونی در منطقه قهستان و گناباد است و مطابف شاهنامه جنگ دوازده‌رخ در آنجا روی داده‌است همچنین این روستا محل جنگ نیزک ترخان و سپاه یزدگرد سوم بوده‌است.
قدمت کاریز زیبد حدود ۲۵۰۰ سال است.

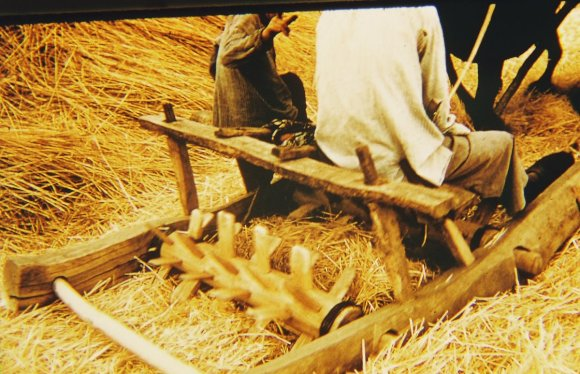
خرمن کوب قدیمی در زیبد

زیبد دارای دو رشته قنات زنده است یکی کاریز (شهاب) و دیگری قنات زیبد. منبع آب این قنات داری دو شاخه است یک کانال به زیر بستر رودخانه و زیر سد و شاخه دیگر کانالی است که در عمق ۷۰ متری زمین در داخل قلعه جریان دارد. قدمت این قنات دقیقاً مشخص نیست اما عمر آن بیشتر از هزار و پانصد سال برآورد می‌شود. زیرا این روستا از دوره‌های هخامنشی هم مسکونی بوده‌است. دلیل آن نیز وجود قبرستان گبرها در کلاته شهاب و همچنین قبرهایی قلعه زیبد که به سوی غروب آفتاب قرار داشته‌اند.
حدود ۳۰ سال قبل بطور تصادفی در کشتمان این روستا مجرای قناتی کهن پیدا شد که معلوم نیست مادر چاه و کانال اصلی آن کجا بوده و در چه دوره‌ای متروک شده‌است. از بخشی از این قنات کهنه برای فاضلاب حمام جدید استفاده کرده‌اند.

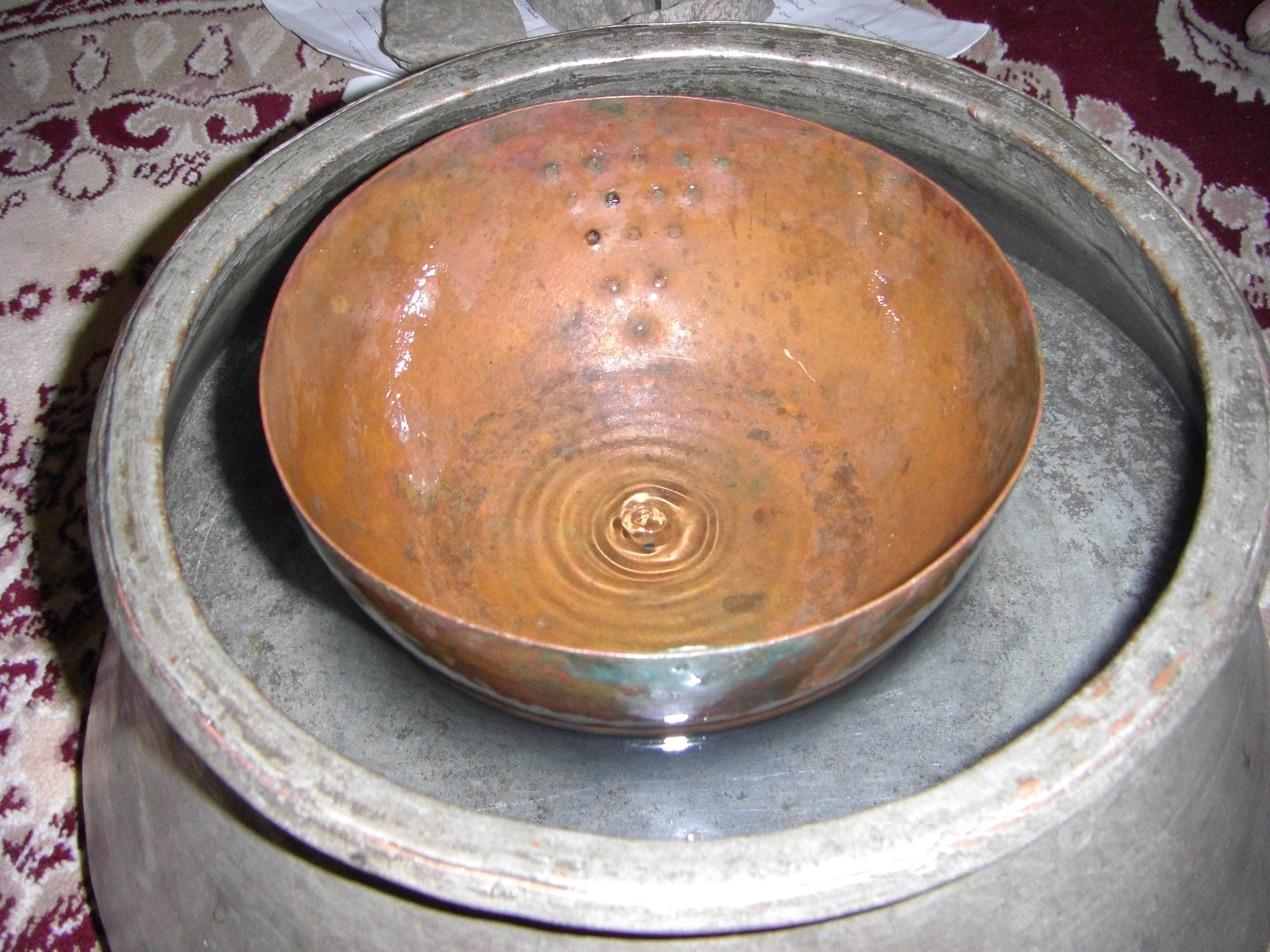
فنجان یا ساعت آبی قنات زیبد

ساعت آبی ساعتی است که در ابتدا برای تعیین زمان استفاده آب قنات توسط سهامداران اختراع شد ولی بعدها برای تعیین بزرگترین روز سال - بزرگترین شب- طولانی‌ترین روز- روز برابری شب و روز و تعیین اوقات شرعی در دوره اسلامی بکار برده شد این ساعت قدمت دست کم ۲۵۰۰ سال دارد از ابتدای ساخت قنات گناباد مورد استفاده بوده‌است مدیریت این ساعت آبی توسط دستکم دو نفر در شبانه روز انجام می‌شده و دقیقه‌ها بر اساس تعداد پرآب شدن فنجان و با تعدای تشله یا سنگ گرد محاسبه می‌شده‌است تصویر مربوط به ساعت آبی قنات زیبدگناباد است که تا سال ۱۳۵۴ فعال بوده‌است؛ و سپس ساعت‌های جدید برای تقسیم سهام و حق آبه هر فرد بکار گرفته شده و این ساعت برای همیشه به موزه تاریخ سپرده شده‌است.
هر فنجان قدیم معادل ۷ دقیقه به ساعت‌های فعلی بوده‌است.

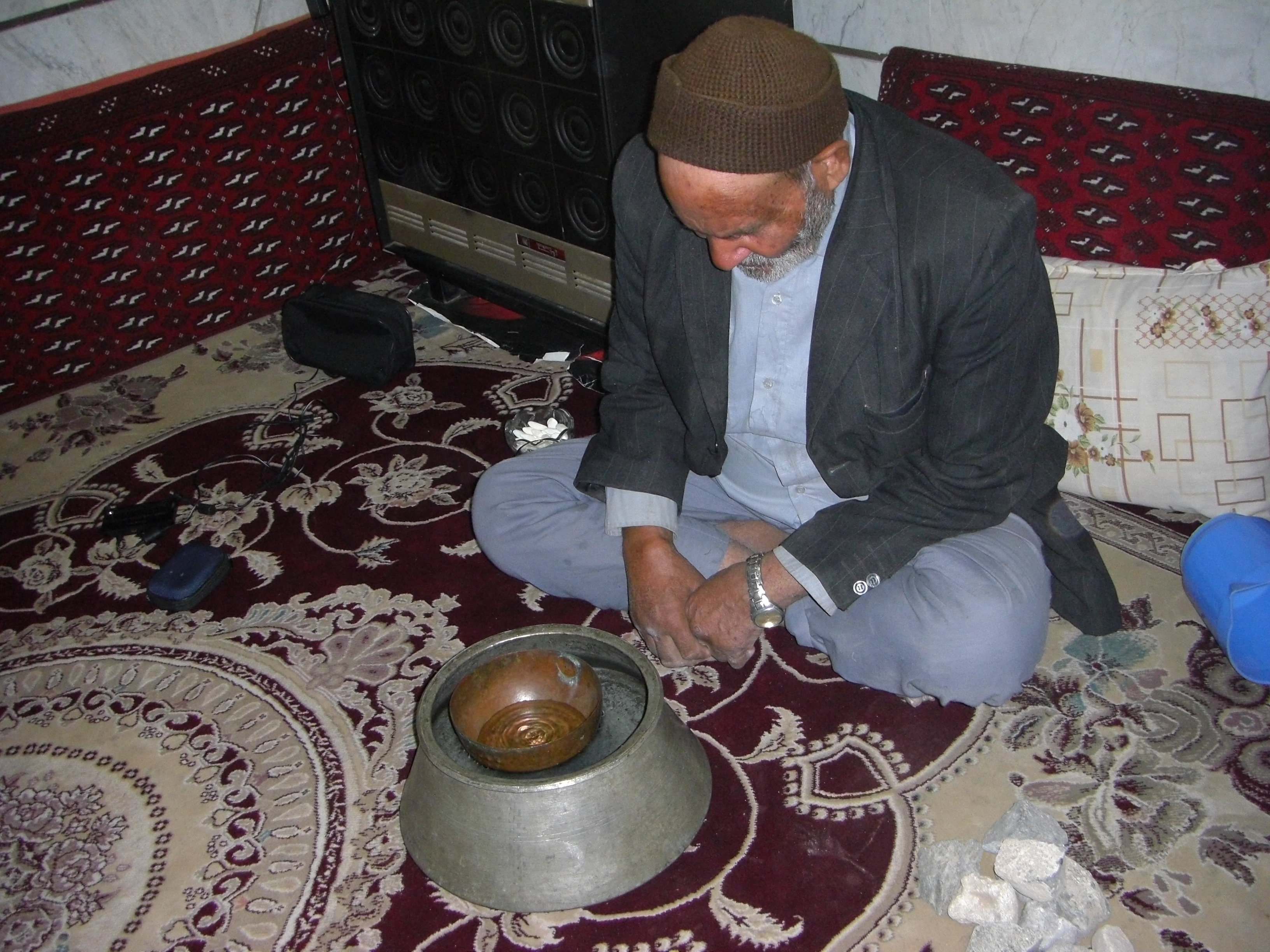
مدیریت ساعت آبی توسط میرآب

طریقه کار ساعت آبی بدین گونه بوده که میر آب با چشم دوختن به فنجان با هر بار پر شدن و غرق شدن آن و خوردن آن به کف دیگ یک فنجان یا هفت دنگ یا ۷ دقیقه محاسبه می‌شده‌است.
- آسیاب آبی زیبد نیز از آثار تاریخی بوده که در جریان سد سازی از بین رفته‌است.

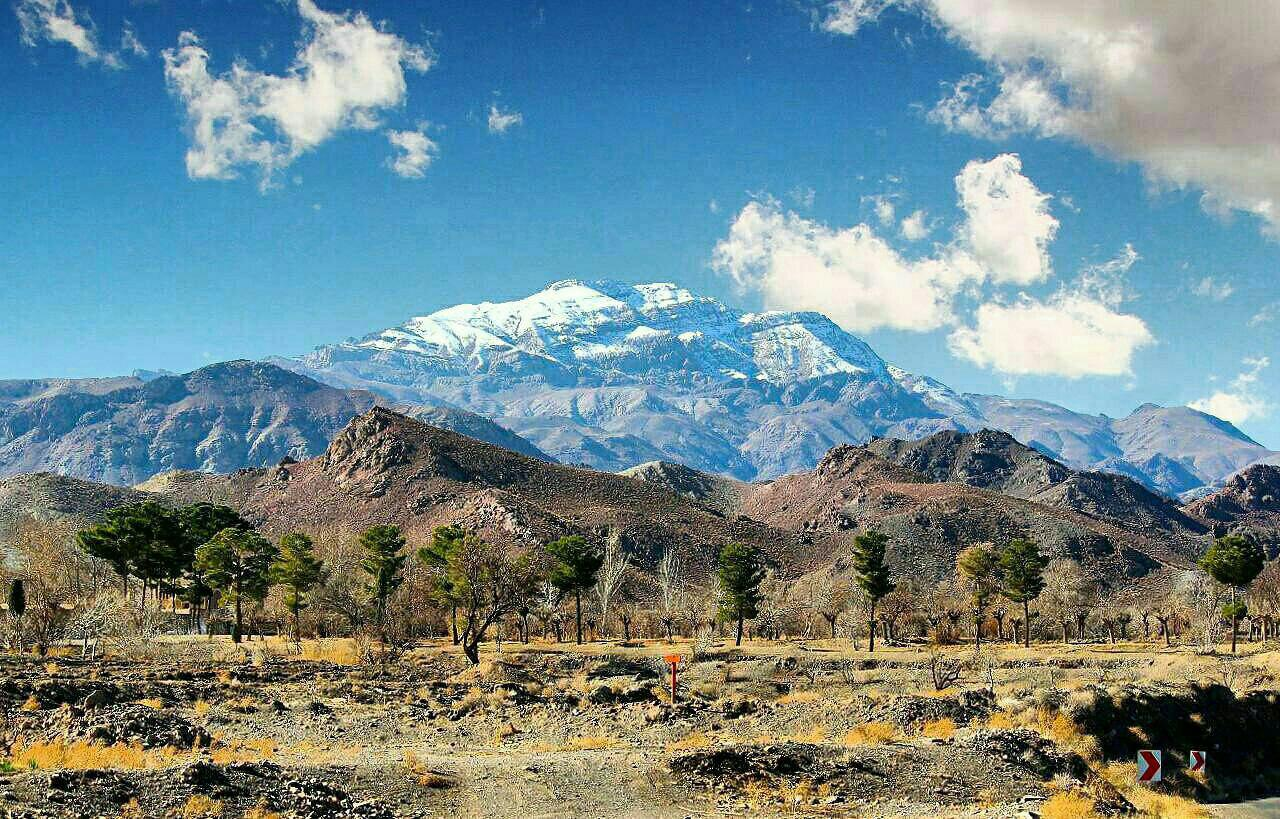
دهستان زیبد